# Mihnea il Malvagio
Mihnea I, detto cel Răuil (italianizzato in Michelino il Malvagio; 1462 – Sibiu, 12 marzo 1510), figlio di Vlad l'Impalatore, successe al cugino Radu IV cel Mare quale voivoda di Valacchia nel 1508, ma mantenne il potere per un solo biennio.

## Biografia
Figlio dell'Impalatore e di una non specificata nobildonna rumena, Mihnea "il Malvagio" (cel Rău) condivise la nomea ed il fato del padre. Mihnea passò i primi anni della sua vita ad Istanbul, ostaggio del sultano Maometto II a garanzia della fedeltà di suo padre nei confronti dell'Impero ottomano. Il giovane giunse alla corte di Maometto in una data non precisata tra il 1456 ed il 1458 e vi rimase fino al 1462, quando suo padre venne deposto per volontà di Mattia Corvino. Mihnea lasciò a questo punto Istanbul e riparò nel Regno d'Ungheria.
Alla morte dell'Impalatore (1476), Mihnea cominciò una vita da esule ribelle, affiancato e protetto dai boiari che erano rimasti fedeli fino all'ultimo a Draculea. I suoi rapporti con Mattia Corvino rimasero sostanzialmente buoni se Mihnea viene annoverato tra i principi della cerchia del sovrano ancora nel 1483. Intorno al 1495 Mihnea era presumibilmente di base a Sibiu (Transilvania) insieme al fratellastro Vlad, erede legittimo dell'Impalatore. I due eredi di Draculea complottarono insieme per impedire l'ascesa al trono del cugino Radu IV cel Mare ma fallirono: Vlad venne confinato nel Banato dal re ungherese Ladislao e Mihnea venne formalmente confinato a Sibiu sotto la responsabilità delle autorità cittadine.
Privo di appoggi da parte dell'Ungheria, Mihnea si rivolse ai turchi, entrando nell'orbita del potente Bey di Nicopoli, Maometto Bey Mihaloglu. Alla morte di Radu cel Mare (1508), Mihnea occupò il trono valacco con l'appoggio della potente famiglia dei Craiovești e l'anno successivo (1509) affiancò al trono il figlio Mircea III Dracul. Il breve regno di Mihnea fu caratterizzato da enormi atrocità: il Drăculești infierì sia contro i boiari (gli stessi Craiovești ripararono ad Istanbul), sia contro i turchi, tanto che il sultano Bayezid II fece mettere a morte il giovane figlio di Mihnea, Milos, inviato come ostaggio alla corte ottomana nel 1509. Per ordine della Sublime porta, bey Mihaloglu intervenne in Valacchia nel gennaio 1510, costringendo Mihnea alla fuga. Costretto a riparare in Transilvania, il voivoda venne assassinato presso la cattedrale cattolica di Sibiu da un serbo al soldo dei Craiovești, Dimitrije Iaxici.
L'assassino venne trucidato la sera stessa dal figlio di Mihnea, Mircea, e dai suoi uomini. Quasi certamente cattolico, come si evince dalle circostanze della sua morte, Mihnea venne sepolto a Sibiu, nel medesimo tempio presso il quale era stato ucciso. Sua moglie Voica restò del pari nella città transilvana, ove crebbe i figli: il giovane Mircea, Miloș e la figlia Ruxandra.